# 다니엘 코바치
다니엘 코바치(Daniel Kovac, 1956년 12월 17일 ~ )는 슬로베니아의 가수이다. 유로비전 송 콘테스트 1990에서 독일 대표로 참가했다.